# Saison 6 de Vikings
 (février 2020).
Si vous disposez d'ouvrages ou d'articles de référence ou si vous connaissez des sites web de qualité traitant du thème abordé ici, merci de compléter l'article en donnant les références utiles à sa vérifiabilité et en les liant à la section « Notes et références ».
Chronologie
Saison 5 -
La sixième et dernière saison de Vikings, série télévisée canado-irlandaise, est composée de vingt épisodes, diffusée du 4 décembre 2019 au 30 décembre 2020 sur History Canada et History États-Unis (puis sur Prime Video pour les 10 derniers épisodes).

## Distribution

### Acteurs principaux
- Katheryn Winnick (VF : Barbara Beretta ; VQ : Geneviève Désilets) : La reine Lagertha (épisodes 1 à 7)
- Alexander Ludwig (VF : Donald Reignoux) : Björn Côtes-de fer (épisodes 1 à 11)
- Peter Franzén (VF : Jérémie Covillault) : Le roi Harald à la Belle Chevelure
- John Kavanagh (VF : José Luccioni ; VQ : Adrien Bletton) : le Voyant (Sejðmaðr), qui pratique le « Seiðr »
- Alex Høgh Andersen (VF : Alexandre Nguyen) : Ivar le Désossé
- Marco Ilsø (VF : Fabrice Trojani ; VQ : Alexandre L'Heureux) : Hvitserk
- Jordan Patrick Smith (VF : Eilias Changuel) : Ubbe
- Danila Kozlovski (VF : Damien Ferrette) : Le prince Oleg (épisodes 1 à 15)
- Eric Johnson (VF : Laurent Maurel) : Erik le Rouge
- Georgia Hirst (VF : Caroline Lallau) : Torvi (épisodes 9 à 20, récurrente épisodes 1 à 8)
- Ragga Ragnars (en) (VF : Vanessa Van-Geneugden) : Gunnhild (épisodes 9 à 15, récurrente épisodes 1 à 8)
- Ray Stevenson (VF : Hervé Bellon) : Othere
- Gustaf Skarsgård (VF : Jean-François Vlérick) : Floki (épisodes 19 et 20)

### Acteurs récurrents
- Adam Copeland (VF : Bruno Choël) : Ketill Flatnose
- Steven Berkoff (VF : Jacques Frantz) puis (VF : Paul Borne) : le roi Olaf (épisodes 3 à 11)
- Lenn Kudrjawizki (VF : Glen Hervé) : le prince Dir
- Lucy Martin (VF : Marie Tirmont) : Ingrid
- Kristy Dawn Dinsmore (VF : Jessica Monceau) : Amma
- Andrei Claude : Ganbaatar
- Elodie Curry : Asa
- Ryan Henson : Hali
- Oran Glynn O'Donovan (VF : Kaycie Chase) : Igor de Kiev
- Alicia Agneson (VF : Leslie Lipkins) : Katia
- Fredrik Hiller (VF : François Siener) : Thorkell le Grand
- Ferdia Walsh-Peelo (en) (VF : Yoann Sover) : le roi Alfred (épisodes 17 à 20)
- Róisín Murphy (VF : Audrey Sourdive) : Elsewith  (épisodes 17 à 20)

## Liste des épisodes
Note : Tous les épisodes ont été scénarisés par Michael Hirst.

### Épisode spécial: titre français inconnu (The Saga of Floki)
- États-Unis : 4 décembre 2019 sur History Canada / History États-Unis[2]

- Épisode récapitulatif diffusé à 20 h sur History.

### Épisode 1:La Route de la soie
- Canada /  États-Unis : 4 décembre 2019[1] sur History Canada / History États-Unis
- France : 5 décembre 2019 sur Canal+ Séries
- Belgique : 15 novembre 2020 sur Tipik

### Épisode 2:Le Prophète
- Canada /  États-Unis : 4 décembre 2019 sur History Canada / History États-Unis
- France : 5 décembre 2019 sur Canal+ Séries
- Belgique : 15 novembre 2020 sur Tipik

### Épisode 3:Des fantômes, des dieux et des chiens
- Canada /  États-Unis : 11 décembre 2019 sur History Canada / History États-Unis
- France : 13 décembre 2019 sur Canal+ Séries
- Belgique : 15 novembre 2020 sur Tipik

### Épisode 4:Tous les prisonniers
- Canada /  États-Unis : 18 décembre 2019 sur History Canada / History États-Unis
- France : 20 décembre 2019 sur Canal+ Séries
- Belgique : 22 novembre 2020 sur Tipik

### Épisode 5:La Clef
- Canada /  États-Unis : 1er janvier 2020 sur History Canada / History États-Unis
- France : 3 janvier 2020 sur Canal+ Séries
- Belgique : 22 novembre 2020 sur Tipik

### Épisode 6:La Mort et le Serpent
- Canada /  États-Unis : 8 janvier 2020 sur History Canada / History États-Unis
- France : 10 janvier 2020 sur Canal+ Séries
- Belgique : 22 novembre 2020 sur Tipik

### Épisode 7:La Guerrière des glaces
- Canada /  États-Unis : 15 janvier 2020 sur History Canada / History États-Unis
- France : 17 janvier 2020 sur Canal+ Séries
- Belgique : 29 novembre 2020 sur Tipik

### Épisode 8:Le Valhalla peut attendre
- Canada /  États-Unis : 22 janvier 2020 sur History Canada / History États-Unis
- France : 24 janvier 2020 sur Canal+ Séries
- Belgique : 29 novembre 2020 sur Tipik

### Épisode 9:Résurrection
- Canada /  États-Unis : 29 janvier 2020 sur History Canada / History États-Unis
- France : 31 janvier 2020 sur Canal+ Séries
- Belgique : 29 novembre 2020 sur Tipik

### Épisode 10:Le Meilleur des stratagèmes
- Canada /  États-Unis : 5 février 2020 sur History Canada / History États-Unis
- France : 8 février 2020 sur Canal+ Séries
- Belgique : 29 novembre 2020 sur Tipik

Final de la saison hivernale.

### Épisode 11:Le Roi des rois
- États-Unis /  Royaume-Uni /  Allemagne /  Autriche /  Irlande : 30 décembre 2020 sur Amazon Prime Video[3]
- Canada : 1er janvier 2021 sur History Canada[4]
- France : 31 décembre 2020 sur Canal+ Séries[5]

Après la défaite des forces de Harald et de Bjorn, les Rus ont occupé Tamdrup et se préparent à attaquer Kattegat. Harald se révèle être toujours vivant et capturé par les Rus ainsi que le roi Olaf. À la demande d'Oleg, Igor brûle le roi Olaf vif. Pendant ce temps, Harald, déterminé à ne pas être un pion pour Oleg, s'échappe. A Kattegat, le roi Hakon et le jarl Hrolf sont arrivés avec leurs armées. Bjorn se révèle être toujours en vie, mais mourant lentement de sa blessure. En Islande, Ubbe se prépare pour leur expédition. Othere révèle comment Kjetill et Frodi ont assassiné la famille d'Eyvind.

### Épisode 12:Le Jeu des princes
- États-Unis /  Royaume-Uni /  Allemagne /  Autriche /  Irlande : 30 décembre 2020 sur Amazon Prime Video
- Canada : 6 janvier 2021 sur History Canada
- France : 31 décembre 2020 sur Canal+ Séries[5]

L’armée d’Oleg, défaite, retourne à Kiev. Oleg s'en prend à Igor en le séparant d'Ivar et en détruisant sa chambre, prétendant vouloir faire de lui un homme. À Kattegat, Gunnhild pleure la mort de Bjorn. Erik s’approche d’elle, lui suggérant de l’élire reine de Kattegat. Secrètement, il fait une offre similaire à Ingrid. Oleg force les officiers de son armée à creuser leur propre tombe, puis les fait tuer, forçant Igor à tuer personnellement l’un d’eux. Peu de temps après Ivar et Igor sont approchés par Dir qui les informe que de nombreux soldats d’Oleg ont changé de camp, ce qui rend possible le projet de renverser Oleg. Dir demande à Ivar d’éloigner Igor lorsqu’on lui donnera le signal. Pendant ce temps Oleg tente de recruter Hvitserk comme garde du corps.
Après avoir parlé de Freydis à Katia, Ivar est séduit par elle. Ensuite, Katia demande si Ivar sait où se trouve Dir, ce qui oblige Ivar à divulguer le plan.

### Épisode 13:Quand tout bascule
- États-Unis /  Royaume-Uni /  Allemagne /  Autriche /  Irlande : 30 décembre 2020 sur Amazon Prime Video
- Canada : 13 janvier 2021 sur History Canada
- France : 31 décembre 2020 sur Canal+ Séries[5]

### Épisode 14:Les Âmes perdues
Pour les articles homonymes, voir Âmes perdues (homonymie).
- États-Unis /  Royaume-Uni /  Allemagne /  Autriche /  Irlande : 30 décembre 2020 sur Amazon Prime Video
- Canada : 20 janvier 2021 sur History Canada
- France : 31 décembre 2020 sur Canal+ Séries[5]

### Épisode 15:L'Appel du large
- États-Unis /  Royaume-Uni /  Allemagne /  Autriche /  Irlande : 30 décembre 2020 sur Amazon Prime Video
- Canada : 27 janvier 2021 sur History Canada
- France : 1er janvier 2021 sur Canal+ Séries[5]

### Épisode 16:Le Coup de grâce
- États-Unis /  Royaume-Uni /  Allemagne /  Autriche /  Irlande : 30 décembre 2020 sur Amazon Prime Video
- Canada : 3 février 2021 sur History Canada
- France : 1er janvier 2021 sur Canal+ Séries[5]

### Épisode 17:Le Radeau de la méduse
- États-Unis /  Royaume-Uni /  Allemagne /  Autriche /  Irlande : 30 décembre 2020 sur Amazon Prime Video
- Canada : 10 février 2021 sur History Canada
- France : 1er janvier 2021 sur Canal+ Séries[5]

### Épisode 18:Les Traces des invisibles
- États-Unis /  Royaume-Uni /  Allemagne /  Autriche /  Irlande : 30 décembre 2020 sur Amazon Prime Video
- Canada : 17 février 2021 sur History Canada
- France : 1er janvier 2021 sur Canal+ Séries[5]

### Épisode 19:Ce que le seigneur donne…
- États-Unis /  Royaume-Uni /  Allemagne /  Autriche /  Irlande : 30 décembre 2020 sur Amazon Prime Video
- Canada : 24 février 2021 sur History Canada
- France : 1er janvier 2021 sur Canal+ Séries[5]

### Épisode 20:La Nouvelle Ère
- États-Unis /  Royaume-Uni /  Allemagne /  Autriche /  Irlande : 30 décembre 2020 sur Amazon Prime Video
- Canada : 3 mars 2021 sur History Canada
- France : 1er janvier 2021 sur Canal+ Séries[5]